# 褶尾菌属
褶尾菌属（学名：Plicatura）是淀粉伏革菌目下的一个属。科的地位未定。

## 下属物种
本属包括以下物种：
- 雪白褶尾菌 Plicatura nivea (Fr.) P.Karst.
- Plicatura rigida Pat.